# Wimmel-Denkmal

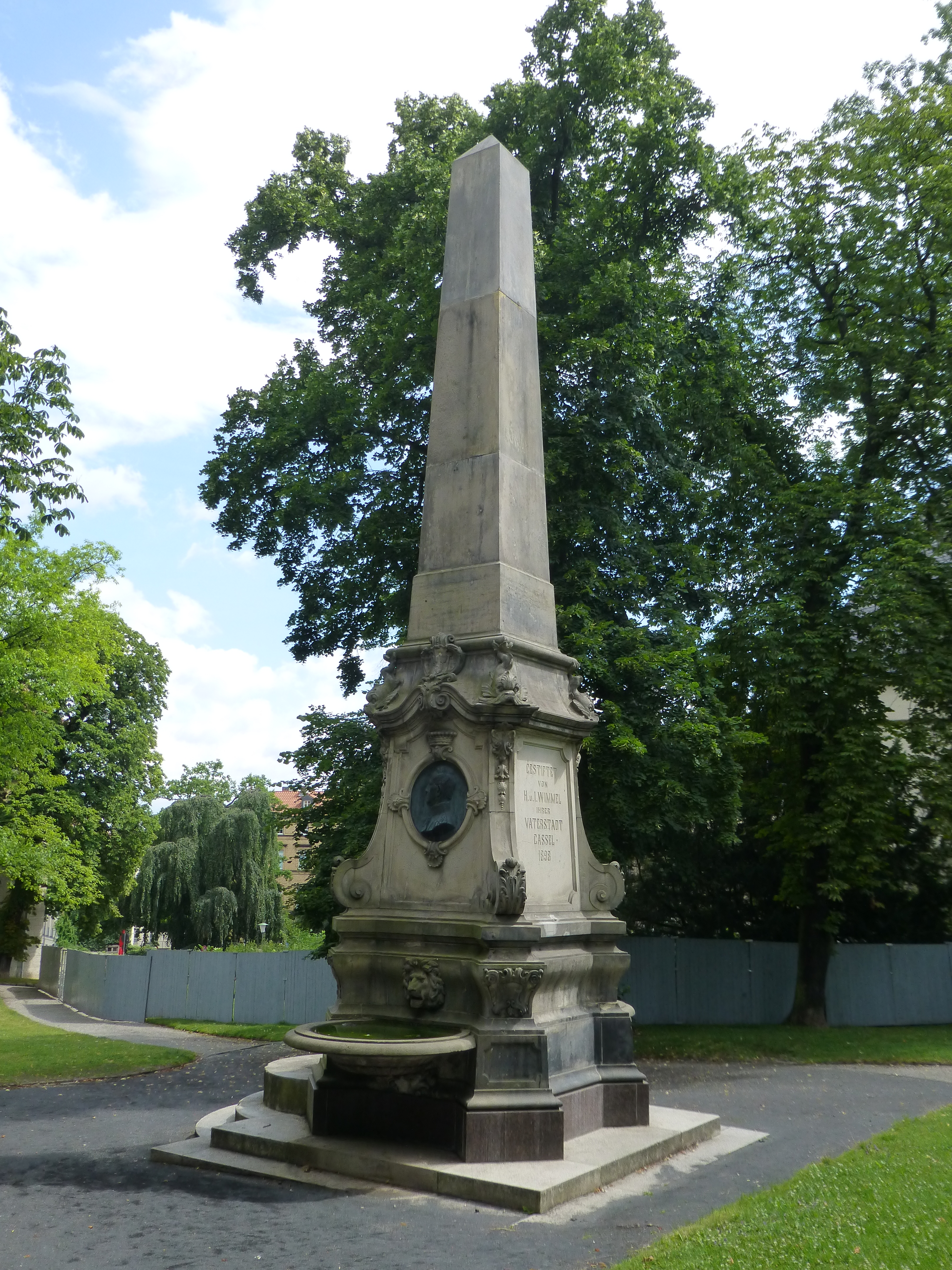
Wimmel-Denkmal

Das Wimmel-Denkmal im Kasseler Fürstengarten ist ein Einigungsdenkmal, das von dem Kasseler Bildhauer Karl Begas entworfen wurde. Der am 10. Mai 1898 eingeweihte Obelisk erinnert an die Deutsche Einigung von 1871. Benannt ist das Monument nach den Stiftern des Denkmals. Bis 1965 stand es zentral auf dem heutigen Brüder-Grimm-Platz am Tor zur Kasseler Innenstadt.

## Beschreibung
Das Denkmal mit einer Höhe von 12 Metern wird optisch durch den Obelisken aus Sandstein aus dem Teutoburger Wald bestimmt. Der unterste Stufe des Postaments besteht aus rotem schwedischen Granit. Darüber erhebt sich ein massiver Sockel aus schwarzem deutschem Granit, aus dem sich zwei Brunnenschalen entwickeln. Der rechteckige Mittelteil des Denkmals trägt drei runde Porträt-Medaillons aus Bronze. Mittig ist Kaiser Wilhelm I. dargestellt, seitlich angeordnet sind Helmuth von Moltke und Otto von Bismarck. Die Stufe des Sockels ist mit folgender Inschrift versehen: ZUR ERINNERUNG AN DIE / EINIGUNG DEUTSCHLANDS / 1870–1871. Rückseitig sind die posthumen Stifter aufgeführt. Das Denkmal trägt vorne links eine Signatur des Bildhauers. Ursprünglich befanden sich am Postament des Denkmals zwei überlebensgroße Bronzeplastiken, die Muse Klio und ein nackter Jüngling, der das Relief des Kaisers mit einer Lorbeergirlande schmückte. Die 1942 im Zweiten Weltkrieg für Rüstungszwecke eingeschmolzenen Bronzeteile gelten als verloren. Lediglich die drei Medaillons wurden 1983 nach historischen Gipsvorlagen nachgegossen.

## Geschichte

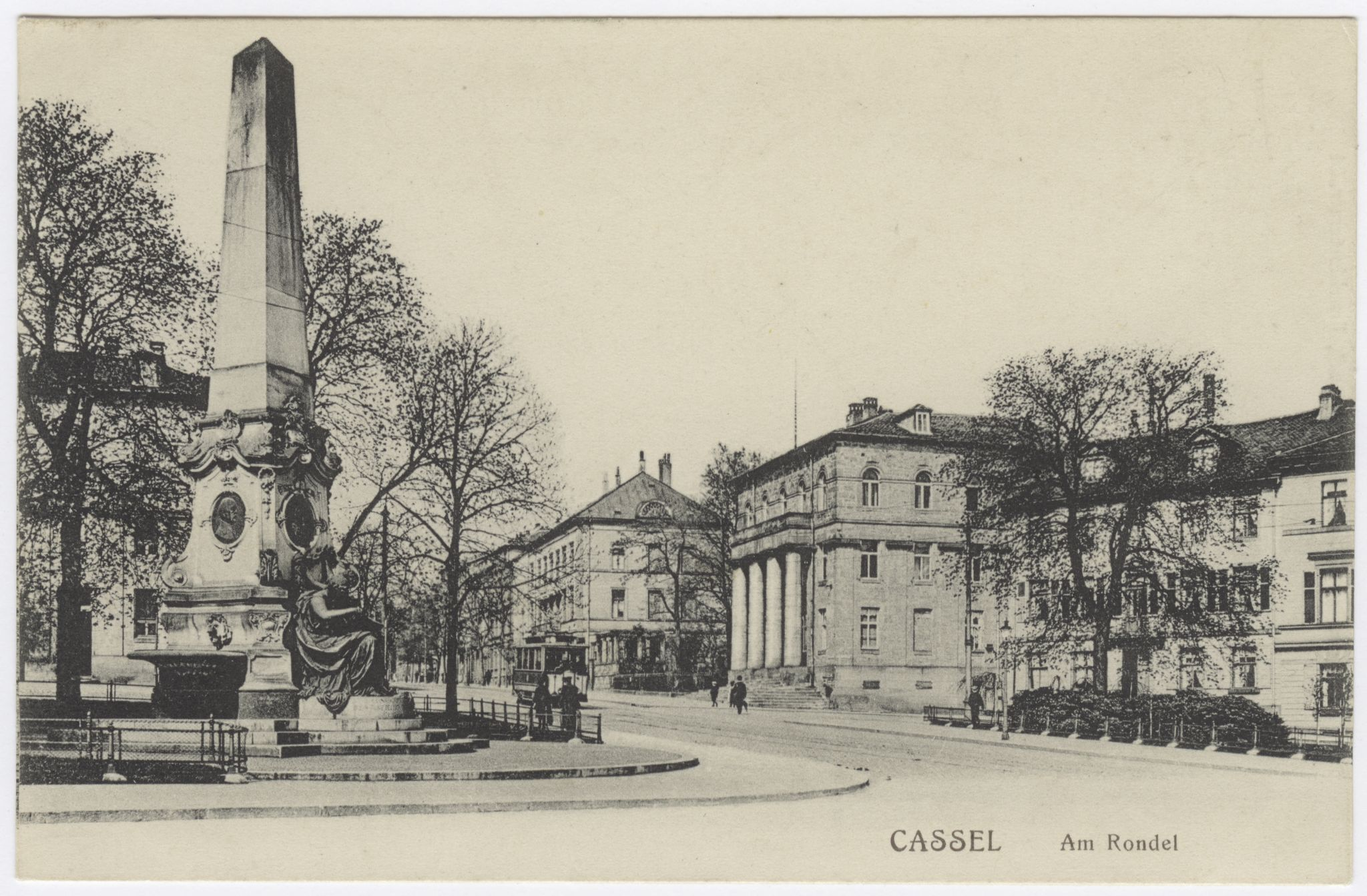
Denkmal an seinem ersten Standort, mit den damals noch vorhandenen Bronzeplastiken

### Wimmel-Stiftung
Die Brüder Johannes (1823–1892) und Heinrich Wimmel (1830–1881) waren als Weißbindermeister in Kassel tätig und betägtigten sich nebenberuflich künstlerisch als Maler. Beide starben ohne Nachkommen, ihr Vermögen in Höhe von einer halben Million Mark fiel testamentarisch als Stiftung an die Stadt Kassel. Von dem Stiftungskapital wurden Wohnungen gekauft, die an Bedürftige vermietet wurden. Die Mieteinnahmen wurden zu einer Hälfte zum Kauf neuer Wohnungen, und zur anderen Hälfte für die „Hebung des Gewerbefleißes“, den Tierschutz und die Förderung von Kunst und Wissenschaft verwendet. Ebenso wurde den Maler- und Weißbinderlehrlingen während ihrer Lehrzeit ein freier Mittagstisch in der Kasseler Volksküche finanziert.

### Wettbewerb
Dem Bau des Denkmals ging ein 1895 entschiedener Wettbewerb voraus. Vorgeschrieben war die Verwendung von Sandstein auf einem Sockel aus Granit. Die Baukosten sollten 50.000 Mark (was etwa 432.000 € entspricht) nicht überschreiten. Erwartet wurde eine gewisse Höhenentwicklung, auch wenn keine Größe vorgeschrieben war, um dem vorgesehenen Standort am Treffpunkt der Oberen Königsstraße und Wilhelmshöher Allee gerecht zu werden.

„Ein Kasseler Bürger, der Weißbinder Johannes Wimmel hat der Stadt Kassel eine Stiftung vermacht behufs Verwirklichung verschiedener öffentlicher künstlerischer Zwecke. So soll zur Verherrlichung der Einigung Deutschlands in den Jahren 1870 und 1871 ein Denkmal errichtet werden, zu dessen Standpunkt die städtischen Körperschaften den Wilhelmshöher Platz ausersehen haben. Um die Herstellung eines Werkes von hervorragendem künstlerischen Werth zu ermöglichen, ist beschlossen worden, an alle deutschen Künstler eine Einladung zum Wettbewerb zu erlassen und ist diese Einladung soeben ergangen.“

Insgesamt 17 Teilnehmer sendeten Modelle im Maßstab 1:10 ein. Den ersten Preis erhielt der Entwurf von Karl Begas, den er als Professor an der Kasseler Kunstakademie gemeinsam mit seinem Meisterschüler Hans Everding geschaffen hatte. Der zweite Preis ging an das Modell von Gustav Eberlein.

### Standort
Bis zum Bau des heutigen Hessischen Landesmuseums (1910–1913) dominierte das Denkmal die Sichtachse aus der Oberen Königsstraße. Bereits 1901 äußerte sich Louis Katzenstein kritisch zum Standort und zur Qualität des Denkmals:

„An günstigen Plätzen für die Aufstellung von Monumenten fehlt es bei uns nicht, aber der allergünstigste, für einen Bildhauer wie geschaffen, der am Rondel vor dem Wilhelmshöher Thor, ist durch das sogenannte Wimmeldenkmal verunziert worden. Der Schöpfer dieses Werkes dürfte wenig erbaut sein von der Kritik und den mehr oder weniger guten Witzen, zu denen er Veranlassung gegeben.“

Nachdem das Denkmal während des Zweiten Weltkriegs seine Teile aus Bronze verloren hatte, wurden auch die Brunnenschalen nicht mehr mit Wasser gefüllt, sondern mit Blumen bepflanzt. 1964 entschied der Kasseler Magistrat, an der Stelle des Denkmals eine terrassenförmige Brunnenanlage zu errichten, die den Brüdern Grimm gewidmet sein sollte. Für diesen Zweck wurde das Denkmal demontiert und im nahegelegenen, aber schwer einsehbaren Fürstengarten wieder aufgebaut. Zum Bau eines Grimm-Brunnens kam es jedoch nie. Heute steht am ursprünglichen Standort des Wimmel-Denkmals das sogenannte Ich-Denkmal.